# سیارک ۲۷۲۵۷
سیارک ۲۷۲۵۷ (به انگلیسی: 27257 Tang-Quan، نامگذاری:1999XG34)۲۷۲۵۷مین سیارک کشف شده‌است که در ۰۶ دسامبر ۱۹۹۹ کشف شد.